# Zamora-Chinchipe
Prowincja Zamora-Chinchipe – jedna z 24 prowincji w Ekwadorze. Zamora-Chinchipe położona jest w południowej części państwa, od wschodu i południa graniczy z państwem Peru, natomiast od północy graniczy z prowincjami Morona-Santiago i Azuay oraz od zachodu z prowincją Loja.
Prowincja podzielona jest na 9 kantonów:
1. Centinela del Cóndor
2. Chinchipe
3. El Pangui
4. Nangaritza
5. Palanda
6. Paquisha
7. Yacuambi
8. Yanzatza
9. Zamora